# Colombiers, Cher
Colombiers är en kommun i departementet Cher i regionen Centre-Val de Loire i de centrala delarna av Frankrike. Kommunen ligger  i kantonen Saint-Amand-Montrond som tillhör arrondissementet Saint-Amand-Montrond. År 2022 hade Colombiers 410 invånare.

## Befolkningsutveckling
Antalet invånare i kommunen Colombiers
Referens:INSEE